# Galoa
Galoa (auch: Ngaloa) ist eine Insel der Kadavu-Gruppe in Fidschi.

## Geographie
Galoa ist sozusagen ein Zeugenberg vor der Küste der Hauptinsel Kadavu. Im Galoa Harbour gelegen ergänzt sie die Landenge bei Vunisea und grenzt die Bucht zur North Bay ab. Die Insel ist sehr stark gegliedert. Von Nordwesten dringt das Ngaloa Inlet weit ins Zentrum der Insel vor, wo sich auch die Siedlung der Insel befindet. Es gibt einen kleinen Bach, Malua, und zahlreiche kleine Kaps und Landzungen (Qaratoga Point, Nggaratavatavanaki Point / Savukereloa Point – O, Naitabani Point, Ucuinailegaga Point – S, Ucuinaqara Point, Ucuikoroqalakao Point – W, Solomatobu Point und Naithuthungu Point – N). Sie ist von dichtem tropischen Regenwald bewachsen.
Der höchste Punkt der Insel ist Delaigaloa im Süden mit ca. 100 m Höhe. Vor der Küste, und vor allem nach Westen zu Kadavu hin, liegen mehrere Felseneilande (Virogouli Rock, Burekorewa Rock, Qeleni Island).